# Flores Costa Cuca
Flores Costa Cuca – miasto w Gwatemali, w departamencie Quetzaltenango, położone około 60 km na południowy zachód od stolicy departamentu miasta Quetzaltenango, oraz około 50 km na wschód od granicy państwowej z meksykańskim stanem Chiapas.  Miasto leży na obniżeniu pacyficznym gór Sierra Madre de Chiapas, na wysokości 540 m n.p.m.  Najliczniejszą grupą etniczniczną (ponad 41%) jest ludność posługująca się majańskim językiem mam. Według danych szacunkowych w 2012 roku miejscowość liczyła 23 307 mieszkańców.   

## Gmina Flores Costa Cuca
Jest siedzibą władz gminy o tej samej nazwie, która jest jedną z 24 gmin w departamencie. Gmina w 2012 roku liczyła 27 707 mieszkańców. Średnie wyniesienie gminy nad poziom morza wynosi 750 metrów, a cała gmina położona jest na materiale wulkanicznym pochodzącym od wulkanów leżących na północ od terenu gminy.
Gmina jak na warunki Gwatemali jest mała, a jej powierzchnia obejmuje 63 km². Ludność gminy utrzymuje się głównie z rolnictwa (52%) oraz rzemiosła artystycznego (33%). Głównymi uprawami są kukurydza, fasola, kawa, banany, bataty, papryka oraz pozyskiwanie kauczuku naturalnego.

## Klimat
Klimat gminy jest równikowy, według klasyfikacji Wladimira Köppena, należy do klimatów tropikalnych monsunowych, z wyraźną porą deszczową występującą od maja do października. Roczna suma opadów wynosi 2970 mm. Najcieplejszą porą jest okres styczeń–kwiecień, kiedy temperatury dobowe oscylują w granicach 28–36 °C (przy minimum 15–20 °C). Większość terenu nieuprawianego pokryta jest dżunglą.